# Lukovo (Zengg)
Lukovo falu Horvátországban, Lika-Zengg megyében. Közigazgatásilag Zengghez tartozik.

## Fekvése
Zengg központjától 21 km-re délre, a Velebit-hegység lábánál, a Velebit-csatorna partján fekszik. Az Adria-parti főútról egy 3 km-es bekötőúton közelíthető meg.

## Története
Területe már az ókorban lakott volt. A Klis nevű magaslaton illír erődített település maradványait találták meg. A többnyire csak hajóval megközelíthető lukovói sziklákon késő középkori, emberek és hajókat ábrázoló rajzokat találtak. A falut a 17. század közepén, 1654 körül telepítették be a török terjeszkedés elől menekülő bunyevácok harmadik hullámával. Nevét Szent Lukács evangélista tiszteletére szentelt 1772-ben épített régi templomáról kapta. A mai templomot 1842-ben építették. A falunak 1857-ben 590, 1910-ben 448 lakosa volt. 1920-ig Lika-Korbava vármegye Zenggi járásához tartozott. Ezt követően előbb a Szerb-Horvát-Szlovén Királyság, majd Jugoszlávia része lett. Jugoszlávia felbomlása után 1991-ben a független Horvátország része lett. 2011-ben 33 állandó lakosa volt, akik főként állattartással és halászattal foglalkoznak. A turistaforgalom aránylag kicsi, ezért a nyugalomra vágyóknak alkalmas pihenőhely. A szállások magánházaknál bérelhetők.

## Lakosság
| Lakosság változása | Lakosság változása | Lakosság változása | Lakosság változása | Lakosság változása | Lakosság változása | Lakosság változása | Lakosság változása | Lakosság változása | Lakosság változása | Lakosság változása | Lakosság változása | Lakosság változása | Lakosság változása | Lakosság változása | Lakosság változása |
| ------------------ | ------------------ | ------------------ | ------------------ | ------------------ | ------------------ | ------------------ | ------------------ | ------------------ | ------------------ | ------------------ | ------------------ | ------------------ | ------------------ | ------------------ | ------------------ |
| 1857               | 1869               | 1880               | 1890               | 1900               | 1910               | 1921               | 1931               | 1948               | 1953               | 1961               | 1971               | 1981               | 1991               | 2001               | 2011               |
| 590                | 632                | 586                | 568                | 562                | 448                | 383                | 433                | 422                | 445                | 336                | 153                | 90                 | 57                 | 36                 | 33                 |

## Nevezetességei
- Szent Lukács evangélista tiszteletére szentelt templomát 1842-ben építették.
- Védett terület a Malta-félsziget különleges sziklaformáival. A félszigetnél még mindig láthatók a tunerák a tonhalak becserkészésére szolgáló, az öböl felett ferdén magasodó, létraszerű egykori figyelőállások, ahonnan a halászok a halrajok haladását figyelték. A tonhalak kipusztulása miatt mára elveszítették eredeti funkciójukat.[4]
- A Malta-félszigeten egy halászházikóban kis falumúzeum is található. A múzeumot 2001-ben alapította a falu krónikása és lelkes kutatója Branko Rogić, aki már hosszú évek óta gyűjtötte a helyi néprajzi tárgyakat és a régiségeket. A gyűjtemény legnagyobb részét népviseletek, népi tárgyak, földműves és halász szerszámok, hangszerek, hajómakettek, különböző típusú amforák (1. – 4. század) képezik.
- Területén több prehisztorikus régészeti lelőhely található. Ilyenek a Brinovača, a Lukovačke Grede, a Klis, a Glavičica és a Gredina nevű várhelyek, valamint a Štrapovača-barlang, ahol szintén leletek bizonyítják, hogy már a történelem előtti időkben is lakott volt.